# Kazungulabron

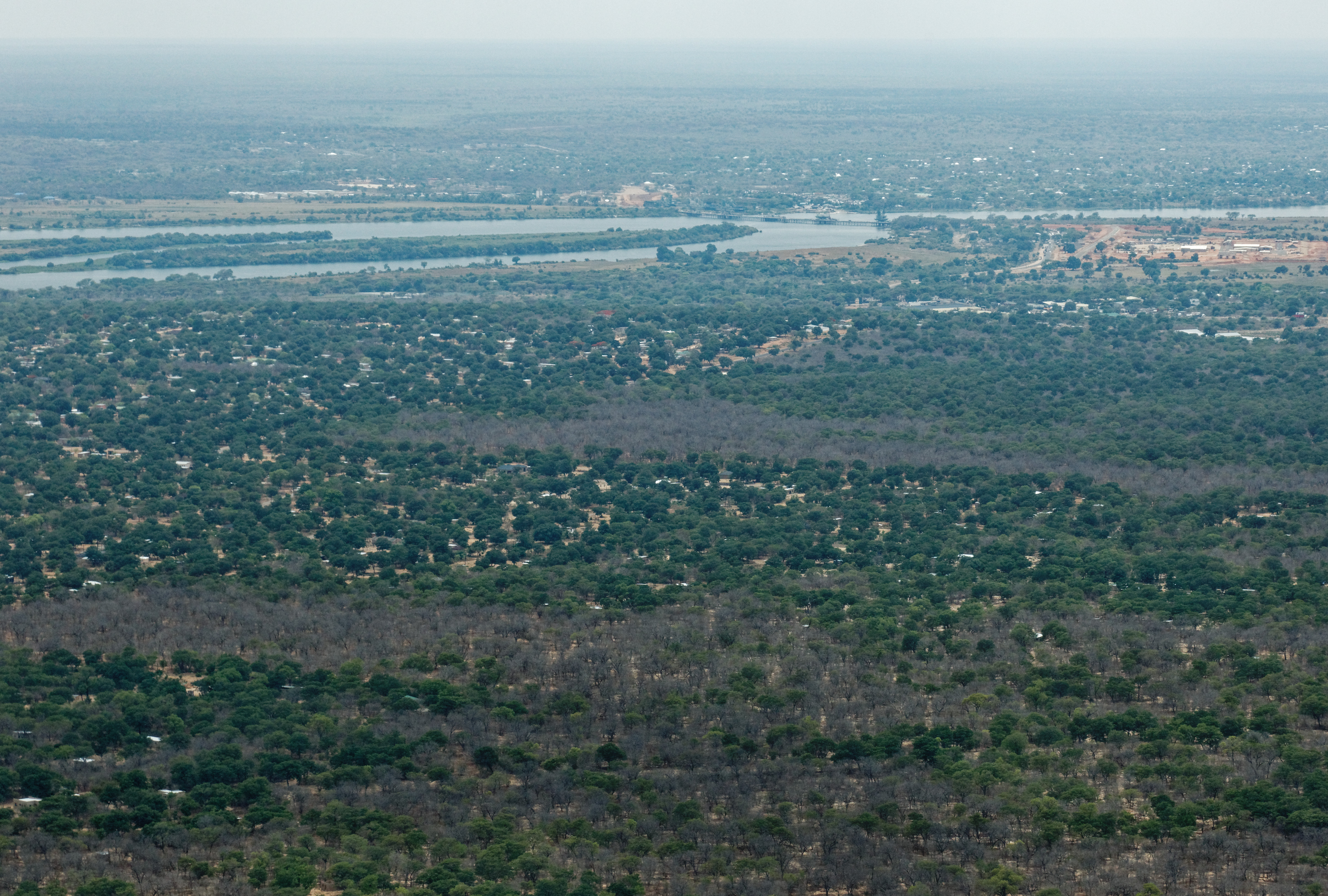
Kazungulabron under uppförande, november 2018. Bilden tagen mot nordost med Kazungula i Botswana i förgrunden. Chobefloden mynnar i Zambezi med den namibiska ön Kankumba i Chobefloden i vänstra delen av bilden.

Kazungulabron är en bro över Zambezifloden mellan Kazungula i Botswana och Kazungula i Zambia, med två körbanor, ett järnvägsspår och två gångbanor. Den invigdes den 10 maj 2021.
Fyra länders territorier möts nästan i en fyrlandspunkt vid Kazungula: Zambias, Botswanas, Zimbabwes och Namibias. Under tidigt 2000-tal kom de fyra berörda länderna överens om att gränsen skulle utgöras av två trelandspunkter i Zambezifloden, med en gränslinje på 150 meter mellan Botswana och Zambia däremellan. Över denna korta gränslinje har sedermera Kazungulabron byggts.
Kazungulabron ersatte den tidigare Kazungulafärjan mellan Zambia och Botswana; färjan passerade på sin väg över floden även zimbabwiskt territorium. Gränslinjen mellan de båda brobyggarländerna Zambia och Botswana ligger något längre västerut, och det södra brofästet (i Botswana) ligger längre ifrån motsatta flodbanken än motsvarande färjeläge. Bron sträcker sig även i en båge över floden.
Den är en snedkabelbro med fyra spann, som är 925 meter lång och 18,5 meter bred. Det längsta spannet är 129 meter.
Zambias och Botswanas regeringar avtalade 2007 om att bygga en bro mellan länderna. Arbetet igångsattes i oktober 2014 med koreanska Daewoo Engineering & Construction som entreprenör.
Anläggandet har till större delen finansierats av Japan International Cooperation Agency och Afrikanska utvecklingsbanken.

## Bildgalleri

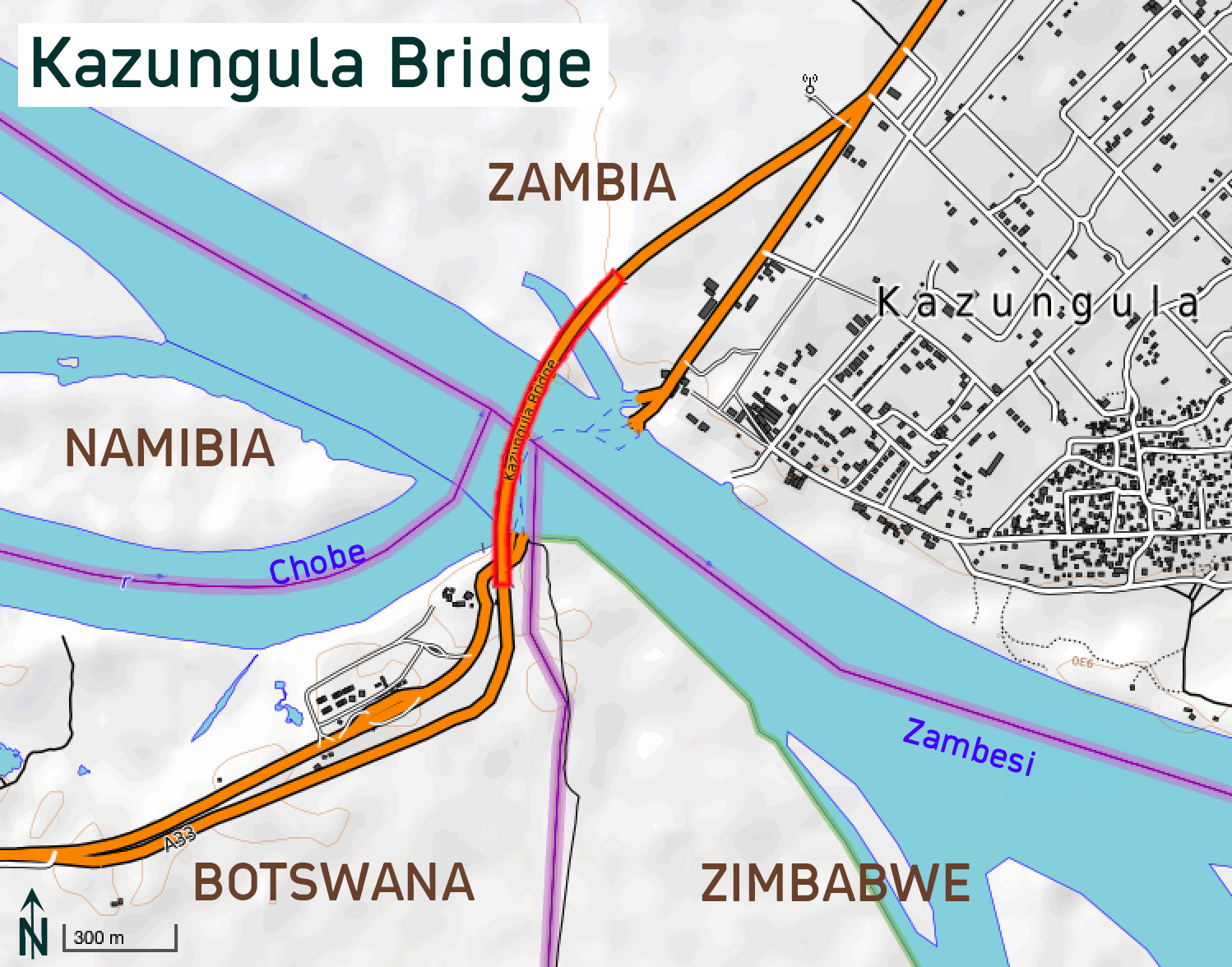
Karta över gränsområdet mellan Botswana, Namibia, Zambia och Zimbabwe vid Chobeflodens mynning i Zambezi
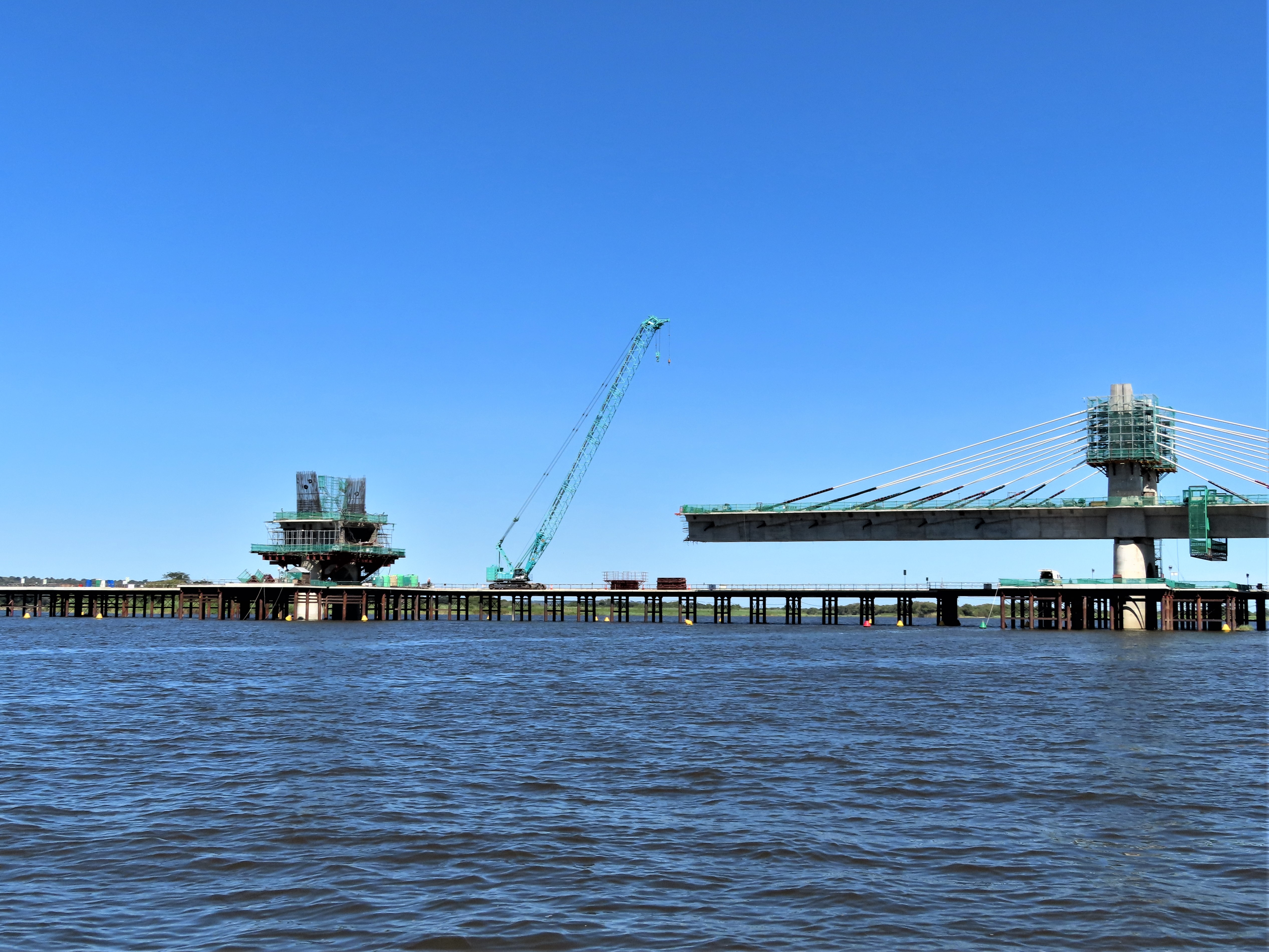
Kazungulabron under uppförande, mars 2019